# 田窪一世
田窪 一世（たくぼ いっせい、1955年7月22日 - ）は、広島県因島市（現尾道市因島）出身の俳優。所属事務所は大沢事務所、グッドラックカンパニー、ヘリンボーンを経て現在はテロワール所属。身長166cm。

## 経歴
1955年、映画館の経営者の息子として生まれる。1974年に劇団新人会養成所に入所。1976年に演劇集団円演技研究所に入所。舞台を中心に活動。1988年からは、現在に至るまで劇団「座・キューピーマジック」を主宰する。
1994年頃からはテレビドラマ、映画にも活動の幅を広げ活動している。

## 出演

### 映画
- 居酒屋ゆうれい（1994年、東宝） - 常連客
- ショムニ（1998年、松竹） - 都電の運転士
- コキーユ-貝殻-（1999年、日本ヘラルド） - 羽生秀一
- 週刊バビロン（2000年、東映） - 宮本
- I am 日本人（2006年、ギャガ）
- 天使の卵（2006年、松竹） - 島野
- L・DK（2014年、東映） - コック
- 望郷「夢の国」（2017年、エイベックスデジタル） - 校長
- 魔女見習いをさがして（2020年、東映） - お好み焼き屋客の岩田 ※広島ことば指導も兼任
- 劇場版 ほんとうにあった怖い話〜事故物件芸人2～（2021年、NSW）

### テレビドラマ

#### NHK
- ひまわり (1996年のテレビドラマ)（1996年） - 寺島清 役
- 行列48時間（2009年） - 駒田浩二（コマコー） 役
- 陽だまりの樹（2012年）
- はつ恋（2012年）
- ママゴト（2016年） - 永野さん

#### 日本テレビ
- 火曜ドラマゴールド「女検事・霞夕子」（2006年 - 2007年） - 林田明彦 役
- ホカベン〈2008年）
- この世界の片隅に（2011年）

#### TBS
- ジューン・ブライド（1995年）
- 月曜ミステリー劇場「万引きGメン・二階堂雪8」（2002年） - 佐伯忠雄
- がきんちょ〜リターン・キッズ〜（2006年） - 館林校長
- JIN-仁-（2009年） - 患者・玉田
- 月曜ゴールデン「税務調査官・窓際太郎の事件簿21」（2010年） - 柴岡泰二
- 運命の人（2012年） - 鈴森善市
- ブラックボード〜時代と戦った教師たち〜（2012年） - 石和秀太郎
- 99.9-刑事専門弁護士-（2016年） ‐ 郷田専務
- ハロー張りネズミ（2017年）
- 監獄のお姫さま（2017年） - 江戸川徳三郎
- 月曜名作劇場 「警視庁南平班～七人の刑事～11」（2018年） ‐ 西尾健
- インハンド（2019年） ‐ 藤川慎一
- 妻、小学生になる。1話・最終話（2022年1月21日・3月25日） - 林大輔 役

#### フジテレビ
- 世にも奇妙な物語
  - 「テレパシー・ラブ」（1996年） - 上田課長役
  - 「未来同窓会」（2007年） - 伊野田次郎 役
  - 「ズンドコベロンチョ」（2015年）
- ナニワ金融道3（1998年） - 中堤 役
- タブロイド（1998年） - 難波史郎 役
- アフリカの夜（1999年） - クリーニング屋 役
- 危険な関係（1999年） - 蟹江欣也 役
- カバチタレ!（2001年） - 重森寛治 役
- ビッグマネー!〜浮世の沙汰は株しだい〜（2002年） - 山口 役
- ランチの女王（2002年） - 川端守 役
- 赤ひげ（2002年） - 松平壱岐 役
- 大奥（2003年） - 有栖川宮熾仁親王 役
- ディビジョン1（2004年） - 若槻刑事 役
- スローダンス（2005年） - 村上久志 役
- 西遊記（2006年） - 典直（てんちょく） 役
- トップキャスター（2006年） - 岡崎幸助 役
- バースデイ〜誕生日におこった4つの物語 第3話「時給850円」（2008年、関西テレビ） - 正男 役
- コード・ブルー -ドクターヘリ緊急救命-（2008 - 2010年） - 春日部事務長 役
- 婚カツ!（2009年） - 川端社長 役
- スクール!!（2011年） - 柏葉太一 役
- BOSS (テレビドラマ)（2011年） - 桑原武雄 役
- 蜜の味〜A Taste Of Honey〜（2011年） - タクシードライバー 役
- 金曜プレステージ「外科医 鳩村周五郎8」（2011年） - 横井誠 役
- 結婚しない（2012年） - 工藤良雄 役
- ぼくの夏休み（2012年） - 吉岡 役
- ストロベリーナイト（2013年） - 赤木芳弘 役
- ガリレオ 第2シーズン（2013年） - ヤンオーナー 役
- よろず占い処 陰陽屋へようこそ（2013年） - 宇和島事務長 役
- 極悪がんぼ（2014年） - 沌面太郎 役

#### テレビ朝日
- 相棒
  - （2003年） - 喫茶「ライオン」のマスター
  - （2016年） - 里崎森
- てるてるあした（2006年） - 三浦平吉
- 科捜研の女（2007年） - 五木工場長 役
- 宿命 1969-2010 -ワンス・アポン・ア・タイム・イン・東京-（2010年） - 村越支店長 役
- 仮面ライダーオーズ/OOO（2010年） - 森沢篤 役
- 刑事定年（2010年） - 江田島四郎（町内会長） 役
- 土曜ワイド劇場「交渉人 遠野麻衣子・最後の事件」（2010年） - 柏木 役
- DOCTORS〜最強の名医〜 第2シリーズ（2013年） - 藤村豆四郎 役
- ドラマスペシャル 家政婦は見た!（2015年） - 小寺秘書
- アリバイ崩し承ります 第5話（2020年2月29日、テレビ朝日） - 富岡真司 役

#### テレビ東京
- TOKYO23区の女（1996年）
- トミカヒーロー レスキューファイアー（2009年） - 大森 役
- 女と愛とミステリー「四つの終止符」（2001年） - 食堂の主人 役
- 水曜ミステリー9 「刑事吉永誠一 涙の事件簿11」（2013年） ‐ 宮本社長
- リバースエッジ 大川端探偵社（2014年） - 蓑田 役
- 三匹のおっさん3〜正義の味方、みたび!!〜（2017年） - 横山和孝 役
- 天 天和通りの快男児（2018年） - 丸尾 役

#### WOWOW
- パンドラ（2008年） - 森村静夫 役
- ヒトリシズカ（2012年） - 石丸刑事 役
- 連続ドラマW メガバンク最終決戦（2016年2月 - 3月） - 山下一弥 役

### 舞台
- 魔夏のハローグッパイ
- 黒いスーツのサンタクロース
- 最後のブラッディ・マリー
- ピーターパンは眠らない
- 蜜の味
- グッドバイ
- ガラスの椅子
- 十二夜
- 十ハムレットのための特別席二夜
- 四人姉妹
- ベニスに商人
- さよならピーターパン
- 僕と真夜中の僕
- 夏の夜の夢
- 大きな銀杏の樹の下の小さな泉
- 仮面狂詩曲
- 病は気から
- 嘘つきジェントルマン
- タルチェフ
- ムーンライトセレナーデ

### ゲーム
- 龍が如く6 命の詩。（ムナンチョ・鈴木[2]他）
- 龍が如く8（ムナンチョ・鈴木）